# Copa Paraguay FEM 2024
La Copa Paraguay FEM 2024 fue la primera edición de la rama femenina de la Copa Paraguay, que otorgó al campeón el derecho a disputar la Supercopa Paraguay FEM 2024.
El club Cerro Porteño obtuvo su primer título tras vencer en la final al club Olimpia. Cerro Porteño fue, además, el primer campeón de este certamen en disputar la Supercopa de Paraguay, contra el campeón del Campeonato Anual FEM de esta temporada.

## Participantes
El torneo contará con 8 equipos en su fase nacional: los 4 primeros del Campeonato Anual FEM 2024 y los 4 primeros del Campeonato Nacional de Interligas Femenino.

### Equipos Clasificados a la Fase Nacional
| División                              | Equipo                                 | Vía de clasificación |
| ------------------------------------- | -------------------------------------- | --- |
| Primera División 4 cupos              | Cerro Porteño Guaraní Libertad Olimpia | Clasificados de manera automática a la Fase Nacional (Cuartos de final) |
| Unión del Fútbol del Interior 4 cupos | Belén Campo 9 San Ignacio Quiindy      | Representante del I Departamento de Concepción Representante del V Departamento de Caaguazú Representante del VIII Departamento de Misiones Representante del IX Departamento de Paraguarí |

### Distribución geográfica
| Distrito/Departamento | Cantidad | Equipos                                      |
| --------------------- | -------- | -------------------------------------------- |
| Asunción              | 4        | Cerro Porteño - Guaraní - Libertad - Olimpia |
| Concepción            | 1        | Belén                                        |
| Caaguazú              | 1        | Campo 9                                      |
| Misiones              | 1        | San Ignacio                                  |
| Paraguarí             | 1        | Quiindy                                      |

## Cuadro principal
Los participantes se enfrentarán en llaves de 2 equipos en un único juego de eliminación directa en el CARFEM, de haber empate al final del período reglamentario, se ejecutarán tiros penales.

### Cuadro de desarrollo
|  | Cuartos de final 21 y 22 de noviembre | Cuartos de final 21 y 22 de noviembre |                          |       | Semifinales 25 de noviembre                 | Semifinales 25 de noviembre                 |  |  | Final 1 de diciembre | Final 1 de diciembre |
|  |                                       |                                       |                          |       |                                             |                                             |  |  |                      |                      |
|  | 21 de noviembre - CARFEM              |                                       |                          |       |                                             |                                             |  |  |                      |                      |
|  |                                       |                                       |                          |       |                                             |                                             |  |  |                      |                      |
|  | Belén                                 | 0                                     |                          |       |                                             |                                             |  |  |                      |                      |
|  | Belén                                 | 0                                     | 25 de noviembre - CARFEM |       |                                             |                                             |  |  |                      |                      |
|  | Guaraní                               | 5                                     |                          |       |                                             |                                             |  |  |                      |                      |
|  | Guaraní                               | 5                                     | Guaraní                  | 1 (7) |                                             |                                             |  |  |                      |                      |
|  | 21 de noviembre - CARFEM              |                                       | Guaraní                  | 1 (7) |                                             |                                             |  |  |                      |                      |
|  |                                       | Cerro Porteño                         | 1 (8)                    |       |                                             |                                             |  |  |                      |                      |
|  | Quiindy                               | Cerro Porteño                         | 1 (8)                    | 1     |                                             |                                             |  |  |                      |                      |
|  | Quiindy                               |                                       | 1 de diciembre - CARFEM  | 1     |                                             |                                             |  |  |                      |                      |
|  | Cerro Porteño                         | 5                                     |                          |       |                                             |                                             |  |  |                      |                      |
|  | Cerro Porteño                         | 5                                     | Cerro Porteño            | 1 (4) |                                             |                                             |  |  |                      |                      |
|  | 22 de noviembre - CARFEM              |                                       | Cerro Porteño            | 1 (4) |                                             |                                             |  |  |                      |                      |
|  |                                       | Olimpia                               | 1 (3)                    |       |                                             |                                             |  |  |                      |                      |
|  | Libertad                              | Olimpia                               | 1 (3)                    | 8     |                                             |                                             |  |  |                      |                      |
|  | Libertad                              | 25 de noviembre - CARFEM              |                          | 8     |                                             |                                             |  |  |                      |                      |
|  | San Ignacio                           | 0                                     |                          |       |                                             |                                             |  |  |                      |                      |
|  | San Ignacio                           | 0                                     | Libertad                 | 0     |                                             |                                             |  |  |                      |                      |
|  | 22 de noviembre - CARFEM              |                                       | Libertad                 | 0     |                                             |                                             |  |  |                      |                      |
|  |                                       | Olimpia                               | 5                        |       | Partido por el tercer puesto 1 de diciembre | Partido por el tercer puesto 1 de diciembre |  |  |                      |                      |
|  | Olimpia                               | Olimpia                               | 5                        | 6     | Partido por el tercer puesto 1 de diciembre | Partido por el tercer puesto 1 de diciembre |  |  |                      |                      |
|  | Olimpia                               |                                       | 1 de diciembre - CARFEM  | 6     |                                             |                                             |  |  |                      |                      |
|  | Campo 9                               | 0                                     |                          |       |                                             |                                             |  |  |                      |                      |
|  | Campo 9                               | 0                                     | Guaraní                  | 1 (4) |                                             |                                             |  |  |                      |                      |
|  |                                       |                                       |                          |       |                                             |                                             |  |  |                      |                      |
|  | Libertad                              | 1 (5)                                 |                          |       |                                             |                                             |  |  |                      |                      |
|  | Libertad                              | 1 (5)                                 |                          |       |                                             |                                             |  |  |                      |                      |

### Cuartos de final
Esta fase se disputó el 21 y 22 de noviembre en 4 llaves a partido único; se clasificaron a las semifinales los 4 ganadores de los partidos. Como no hubo empates, no se definieron las series vía tiros penales.
Un total de 8 equipos disputarán esta fase: 4 equipos del Campeonato Anual FEM y 4 de la UFI.
| Cuartos de final | Cuartos de final | Cuartos de final | Cuartos de final                              | Cuartos de final | Cuartos de final | Cuartos de final |
| Equipo 1         | Resultado        | Equipo 2         | Estadio                                       | Día              | Hora             | Llave            |
| ---------------- | ---------------- | ---------------- | --------------------------------------------- | ---------------- | ---------------- | ---------------- |
| Belén            | 0 – 5            | Guaraní          | Centro de Alto Rendimiento de Fútbol Femenino | 21 de noviembre  | 17:30            | S1               |
| Quiindy          | 1 – 5            | Cerro Porteño    | Centro de Alto Rendimiento de Fútbol Femenino | 21 de noviembre  | 20:00            | S2               |
| Libertad         | 8 – 0            | San Ignacio      | Centro de Alto Rendimiento de Fútbol Femenino | 22 de noviembre  | 17:30            | S3               |
| Olimpia          | 6 – 0            | Campo 9          | Centro de Alto Rendimiento de Fútbol Femenino | 22 de noviembre  | 20:00            | S4               |

### Semifinales
Esta fase se disputó el 25 de noviembre en 2 llaves a partido único, clasificaron a la final los 2 ganadores. En caso de empates, se definieron las series vía tiros penales.
| Semifinales | Semifinales        | Semifinales   | Semifinales                                   | Semifinales     | Semifinales | Semifinales |
| Equipo 1    | Resultado          | Equipo 2      | Estadio                                       | Día             | Hora        | Llave       |
| ----------- | ------------------ | ------------- | --------------------------------------------- | --------------- | ----------- | ----------- |
| Guaraní     | 1 – 1 (7 - 8 pen.) | Cerro Porteño | Centro de Alto Rendimiento de Fútbol Femenino | 25 de noviembre | 17:30       | GS1         |
| Libertad    | 0 – 5              | Olimpia       | Centro de Alto Rendimiento de Fútbol Femenino | 25 de noviembre | 20:00       | GS2         |

### Tercer puesto
Los dos equipos que resultaron perdedores de los juegos de semifinales, se enfrentaron para decidir el tercer y cuarto puesto del certamen. Al existir empate en el tiempo reglamentario, se definió la serie vía tiros penales.
| Tercer y cuarto puesto | Tercer y cuarto puesto | Tercer y cuarto puesto | Tercer y cuarto puesto                        | Tercer y cuarto puesto | Tercer y cuarto puesto | Tercer y cuarto puesto |
| Equipo 1               | Resultado              | Equipo 2               | Estadio                                       | Día                    | Hora                   |                        |
| ---------------------- | ---------------------- | ---------------------- | --------------------------------------------- | ---------------------- | ---------------------- | ---------------------- |
| Guaraní                | 1 – 1 (4 - 5 pen.)     | Libertad               | Centro de Alto Rendimiento de Fútbol Femenino | 1 de diciembre         | 17:30                  |                        |

### Final
Los dos mejores equipos del certamen decidieron al campeón en un solo partido; al existir empate en el tiempo reglamentario, se recurrió a tiros penales.
| Final         | Final              | Final    | Final                                         | Final          | Final | Final |
| Equipo 1      | Resultado          | Equipo 2 | Estadio                                       | Día            | Hora  |       |
| ------------- | ------------------ | -------- | --------------------------------------------- | -------------- | ----- | ----- |
| Cerro Porteño | 1 – 1 (4 - 3 pen.) | Olimpia  | Centro de Alto Rendimiento de Fútbol Femenino | 1 de diciembre | 20:00 |       |

Ficha del partido
|             | Guardameta     | Lucilene Rodrigues |     |
|             | Defensa        | Kiara Guanes       | 83' |
|             | Defensa        | Angélica Amarilla  |     |
|             | Defensa        | Jazmín Pintos      |     |
|             | Defensa        | Ana Fleitas        | 46' |
|             | Centrocampista | Yesica Cabañas     |     |
|             | Centrocampista | Laura Romero       |     |
|             | Centrocampista | Valeria Benítez    | 53' |
|             | Centrocampista | Rosalía Godoy      |     |
|             | Delantero      | Antonia Riveros    | 46' |
|             | Delantero      | Alejandra Escurra  |     |
| Entrenadora | Entrenadora    | Sady Salinas       |     |

|             | Guardameta     | Patricia López    | 87' |
|             | Defensa        | Luz Cardozo       |     |
|             | Defensa        | Tania Riso        |     |
|             | Defensa        | Amada Peralta     |     |
|             | Defensa        | Celeste Aguilera  |     |
|             | Centrocampista | Griselda Garay    |     |
|             | Centrocampista | Nabila Perruchino |     |
|             | Centrocampista | María Segovia     |     |
|             | Centrocampista | Claudia Martínez  | 75' |
|             | Delantero      | Vanessa Arce      | 64' |
|             | Delantero      | Yanina González   |     |
| Entrenadora | Entrenadora    | Ariel Rivaldi     |     |

|  |  | Rosa Aquino       | 46' |
|  |  | Sofía Cabrera     | 46' |
|  |  | Giuliana Quiñonez | 53' |
|  |  | Liliana Vázquez   | 83' |

|  |  | Gloria Saleb    | 87' |
|  |  | Cindy Ramos     | 64' |
|  |  | Agustina Varela | 75' |

| Anotado | 30' | Laura Romero | 1-1 |

| Anotado | 28' | Amada Peralta | 0-1 |

| Amonestado | 7'     | Antonia Riveros |
| Amonestado | 45'+1' | Laura Romero    |
| Amonestado | 75'    | Rosalía Godoy   |

| Amonestado | 7' | Nabila Perruchino |

|                 |                  | 0:1 | Acierto de penal | Gloria Saleb     |
| Rosa Aquino     | Acierto de penal | 1:1 |                  |                  |
|                 |                  | 1:2 | Acierto de penal | Griselda Garay   |
| Rosalía Godoy   | Acierto de penal | 2:2 |                  |                  |
|                 |                  | 2:3 | Acierto de penal | Cindy Ramos      |
| Yessica Cabañas | Acierto de penal | 3:3 |                  |                  |
|                 |                  | 3:3 | Fallo de penal   | Celeste Aguilera |
| Liliana Vázquez | Acierto de penal | 4:3 |                  |                  |
|                 |                  | 4:3 | Fallo de penal   | María Segovia    |

| Árbitra             | Aracely Gómez  |
| Árbitras asistentes | Laura Miranda  |
| Árbitras asistentes | Liz Fleitas    |
| Cuarta árbitra      | Astrid Mendoza |

|             | Guardameta     | Lucilene Rodrigues |     |
|             | Defensa        | Kiara Guanes       | 83' |
|             | Defensa        | Angélica Amarilla  |     |
|             | Defensa        | Jazmín Pintos      |     |
|             | Defensa        | Ana Fleitas        | 46' |
|             | Centrocampista | Yesica Cabañas     |     |
|             | Centrocampista | Laura Romero       |     |
|             | Centrocampista | Valeria Benítez    | 53' |
|             | Centrocampista | Rosalía Godoy      |     |
|             | Delantero      | Antonia Riveros    | 46' |
|             | Delantero      | Alejandra Escurra  |     |
| Entrenadora | Entrenadora    | Sady Salinas       |     |

|             | Guardameta     | Patricia López    | 87' |
|             | Defensa        | Luz Cardozo       |     |
|             | Defensa        | Tania Riso        |     |
|             | Defensa        | Amada Peralta     |     |
|             | Defensa        | Celeste Aguilera  |     |
|             | Centrocampista | Griselda Garay    |     |
|             | Centrocampista | Nabila Perruchino |     |
|             | Centrocampista | María Segovia     |     |
|             | Centrocampista | Claudia Martínez  | 75' |
|             | Delantero      | Vanessa Arce      | 64' |
|             | Delantero      | Yanina González   |     |
| Entrenadora | Entrenadora    | Ariel Rivaldi     |     |

|  |  | Rosa Aquino       | 46' |
|  |  | Sofía Cabrera     | 46' |
|  |  | Giuliana Quiñonez | 53' |
|  |  | Liliana Vázquez   | 83' |

|  |  | Gloria Saleb    | 87' |
|  |  | Cindy Ramos     | 64' |
|  |  | Agustina Varela | 75' |

| Anotado | 30' | Laura Romero | 1-1 |

| Anotado | 28' | Amada Peralta | 0-1 |

| Amonestado | 7'     | Antonia Riveros |
| Amonestado | 45'+1' | Laura Romero    |
| Amonestado | 75'    | Rosalía Godoy   |

| Amonestado | 7' | Nabila Perruchino |

|                 |                  | 0:1 | Acierto de penal | Gloria Saleb     |
| Rosa Aquino     | Acierto de penal | 1:1 |                  |                  |
|                 |                  | 1:2 | Acierto de penal | Griselda Garay   |
| Rosalía Godoy   | Acierto de penal | 2:2 |                  |                  |
|                 |                  | 2:3 | Acierto de penal | Cindy Ramos      |
| Yessica Cabañas | Acierto de penal | 3:3 |                  |                  |
|                 |                  | 3:3 | Fallo de penal   | Celeste Aguilera |
| Liliana Vázquez | Acierto de penal | 4:3 |                  |                  |
|                 |                  | 4:3 | Fallo de penal   | María Segovia    |

| Árbitra             | Aracely Gómez  |
| Árbitras asistentes | Laura Miranda  |
| Árbitras asistentes | Liz Fleitas    |
| Cuarta árbitra      | Astrid Mendoza |

## Campeón
|                           |
| Cerro Porteño 1.er título |